# Ceraclea sibirica
Ceraclea sibirica är en nattsländeart som först beskrevs av Georg Ulmer 1906.  Ceraclea sibirica ingår i släktet Ceraclea och familjen långhornssländor. Utöver nominatformen finns också underarten C. s. reducta.